# Tasso d'assorbimento specifico
Il tasso di assorbimento specifico o SAR (acronimo di Specific Absorption Rate) esprime la misura della percentuale di energia elettromagnetica assorbita teoricamente dal corpo umano quando questo viene esposto all'azione di un campo elettromagnetico a radiofrequenza (RF).
Elaborato negli anni ottanta da Arhtur W. Guy direttore del comitato dell'American National Standards Institute, più specificamente, è definito come la quantità di energia elettromagnetica che viene assorbita nell'unità di tempo da un elemento di massa unitaria di un sistema biologico, sicché la sua unità di misura è J/s*kg=W/kg (Watt su chilogrammo).

## Modalità di misurazione
Per misurare limiti di esposizione ai campi elettromagnetici dei cellulari sull'uomo viene usato in laboratorio un manichino con finalità antropometriche secondo lo Standard Anthropometric Model riempito di acqua o gel e collegato ad un computer che rileva gli assorbimenti.
A queste grandezza è legato il concetto di dosimetria delle radiazioni elettromagnetiche. Esso vuole indicare la misura o la stima dell'energia elettromagnetica assorbita nell'unità di tempo e quindi della potenza assorbita da un soggetto irradiato, considerando anche la distribuzione interna della stessa potenza assorbita. Le quantità normalmente usate sono:
- il SAR locale o specifico, che è l'energia trasferita nell'unità di tempo ad un elemento infinitesimale di volume del corpo, in un punto di esso, diviso per la massa dell'elemento di volume;
- il SAR medio, che è la quantità totale di energia trasferita al corpo nell'unità di tempo, divisa per la massa totale del corpo.

Il SAR dipende da:
- i parametri del campo incidente (intensità, frequenza, polarizzazione e configurazione del soggetto irradiato rispetto al campo - condizioni di campo vicino o lontano);
- le caratteristiche del corpo esposto (dimensioni, geometria interna ed esterna, proprietà dielettriche dei vari spessori di tessuto attraversati);
- gli effetti di terra e di riflessione di altri oggetti presenti nel campo di irradiazione, come superfici metalliche vicino al corpo esposto.

Ad un minor valore di assorbimento specifico SAR corrisponde un minor riscaldamento dei tessuti ed un potenziale minor rischio termico per la salute.
Per i telefoni cellulari, ed altri dispositivi portatili, il limite del SAR è 2 W/kg mediato rispetto a 10 g di tessuto..

## Utilizzo
Il SAR viene usato per misurare l'esposizione ai campi elettromagnetici con frequenza portante compresa tra 100 kHz e 10 GHz.
È comunemente usato per misurare l'energia assorbita dal corpo umano dai telefoni cellulari e durante una sessione di risonanza magnetica tomografica (RMT).
Il valore risente moltissimo della geometria della parte del corpo esposta alle onde elettromagnetiche a radio frequenza (RF) nonché della esatta collocazione e geometria della sorgente RF. Per questo motivo i test devono essere eseguiti con ciascuna sorgente specifica, come un particolare modello di telefono cellulare, e nella esatta posizione in cui esso deve essere usato in condizioni operative.
Per esempio, quando si misura il SAR dovuto ad un telefono cellulare, quest'ultimo viene collocato accanto all'orecchio, cioè ove lo posizionerà il suo utente nelle reali condizioni di utilizzo. Il valore del SAR dunque è misurato in condizioni di assorbimento massimo da parte del corpo umano (nella fattispecie: della testa). Nel caso del telefono cellulare l'orecchio, infatti, è spesso il punto più vicino all'antenna.

## Calcolo teorico
Il SAR può essere calcolato partendo dalla conoscenza dell'intensità del campo elettrico all'interno del tessuto, nel modo seguente:
{\displaystyle {\text{SAR}}={\frac {1}{V}}\int _{\textrm {campione}}{\frac {\sigma (\mathbf {r} )|\mathbf {E} (\mathbf {r} )|^{2}}{\rho (\mathbf {r} )}}d\mathbf {r} }
dove
{\displaystyle \sigma } è la conduttività elettrica del campione
{\displaystyle E} è il valore efficace (RMS) dell'intensità del campo elettrico
{\displaystyle \rho } è la densità del campione
V è il volume del campione.

## Limiti previsti

### Radiofrequenza
I vari governi hanno definito i limiti di sicurezza di esposizione (testa od una sua porzione) all'energia RF prodotta dai dispositivi mobili.
- Stati Uniti d'America: la Commissione Federale per le Comunicazioni (FCC) richiede che i telefoni cellulari venduti abbiano un livello di SAR minore o uguale di 1,6 watt per chilogrammo (W/kg) riferito ad un volume contenente una massa di 1 kilogrammo di tessuto.
- Unione europea: il Comitato europeo di normazione elettrotecnica (CENELEC) stabilisce i limiti per il SAR nell'area UE, seguendo gli standard dell'IEC. Al 2023 i limiti sono fissati in 2 Watt/Kg per la testa dei dispositivi elettronici e in 4 per il corpo. Il Bundesamt für Strahlenschutz manutiene una lista dei SAR dei più diffusi cellulari, che riportano tale valore anche all'interno del manuale utente.[4]

### Risonanze magnetiche tomografiche
Per le risonanze magnetiche tomografiche (Magnetic Resonance Imaging) i limiti sono leggermente più complicati:
| Tempo medio | Tempo medio          | 6 minuti                                                                            | 6 minuti                                                                            | 6 minuti                                                                            | 6 minuti                                                                            | 6 minuti                                                                            | 6 minuti                                                                            |
| --- | -------------------- | ----------------------------------------------------------------------------------- | ----------------------------------------------------------------------------------- | ----------------------------------------------------------------------------------- | ----------------------------------------------------------------------------------- | ----------------------------------------------------------------------------------- | ----------------------------------------------------------------------------------- |
| |                      | SAR corpo (intero)                                                                  | SAR corpo (parziale)                                                                | SAR solo testa                                                                      | SAR locale (a)                                                                      | SAR locale (a)                                                                      | SAR locale (a)                                                                      |
| Regione del corpo: | Regione del corpo:   | corpo intero                                                                        | parte del corpo esposta                                                             | testa                                                                               | testa                                                                               | tronco                                                                              | estremità                                                                           |
| | Modalità operativa ↓ | (W/kg)                                                                              | (W/kg)                                                                              | (W/kg)                                                                              | (W/kg)                                                                              | (W/kg)                                                                              | (W/kg)                                                                              |
| Normale | 2                    | 2 - 10 (b)                                                                          | 3,2                                                                                 | 10 (c)                                                                              | 10                                                                                  | 20                                                                                  |                                                                                     |
| 1º Livello controllato | 4                    | 4 - 10 (b)                                                                          | 3,2                                                                                 | 10 (c)                                                                              | 10                                                                                  | 20                                                                                  |                                                                                     |
| 2º Livello controllato | >4                   | >(4 - 10) (b)                                                                       | >3,2                                                                                | >10 (c)                                                                             | >10                                                                                 | >20                                                                                 |                                                                                     |
| SAR di breve termine | SAR di breve termine | Il limite SAR ogni intervallo di 10s non deve eccedere 3 volte i valori determinati | Il limite SAR ogni intervallo di 10s non deve eccedere 3 volte i valori determinati | Il limite SAR ogni intervallo di 10s non deve eccedere 3 volte i valori determinati | Il limite SAR ogni intervallo di 10s non deve eccedere 3 volte i valori determinati | Il limite SAR ogni intervallo di 10s non deve eccedere 3 volte i valori determinati | Il limite SAR ogni intervallo di 10s non deve eccedere 3 volte i valori determinati |
| Note: (a) Il SAR locale è determinato rispetto ad una massa di 10 g. (b) Il limite varia dinamicamente in relazione al rapporto "massa del paziente esposta / massa del paziente": MODALITÀ OPERATIVA NORMALE: SAR corpo (parziale)= 10 W/kg – (8 W/kg * massa del paziente esposta / massa del paziente) MODALITÀ OPERATIVA CONTROLLATA DI 1° LIVELLO: SAR corpo (parziale) = 10 W/kg – (6 W/kg * massa del paziente esposta / massa del paziente) (c) Nel caso in cui l'orbita si trova nel campo emesso da una piccola bobina trasmittente (RF) locale, occorre fare molta attenzione affinché l'aumento di temperatura sia limitato a 1 °C. |                      |                                                                                     |                                                                                     |                                                                                     |                                                                                     |                                                                                     |                                                                                     |

Per l'esposizione dell'intero corpo esiste un limite di 0,08 W/kg mediato rispetto all'intero corpo.
Un SAR per l'intero corpo di 0,4 W/kg dunque è stato scelto come la restrizione che offre protezione adeguata per esposizione professionale. Un fattore di sicurezza aggiuntivo di 5 è introdotto per l'esposizione del pubblico, dando così un valore medio per il limite del SAR per l'intero corpo di 0,08 W/kg.